# Vigilia

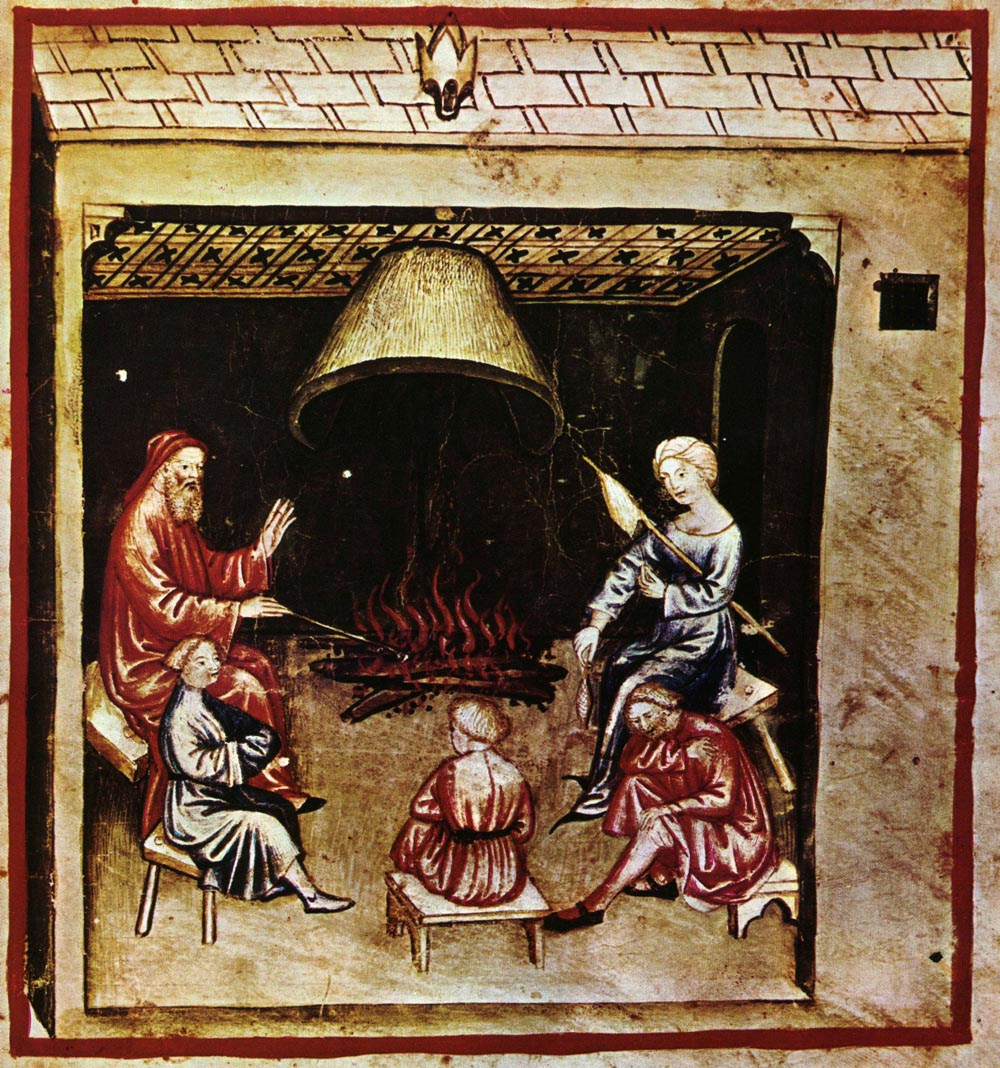
Vigilia, tacuinum sanitatis casanatensis (XIV secolo)

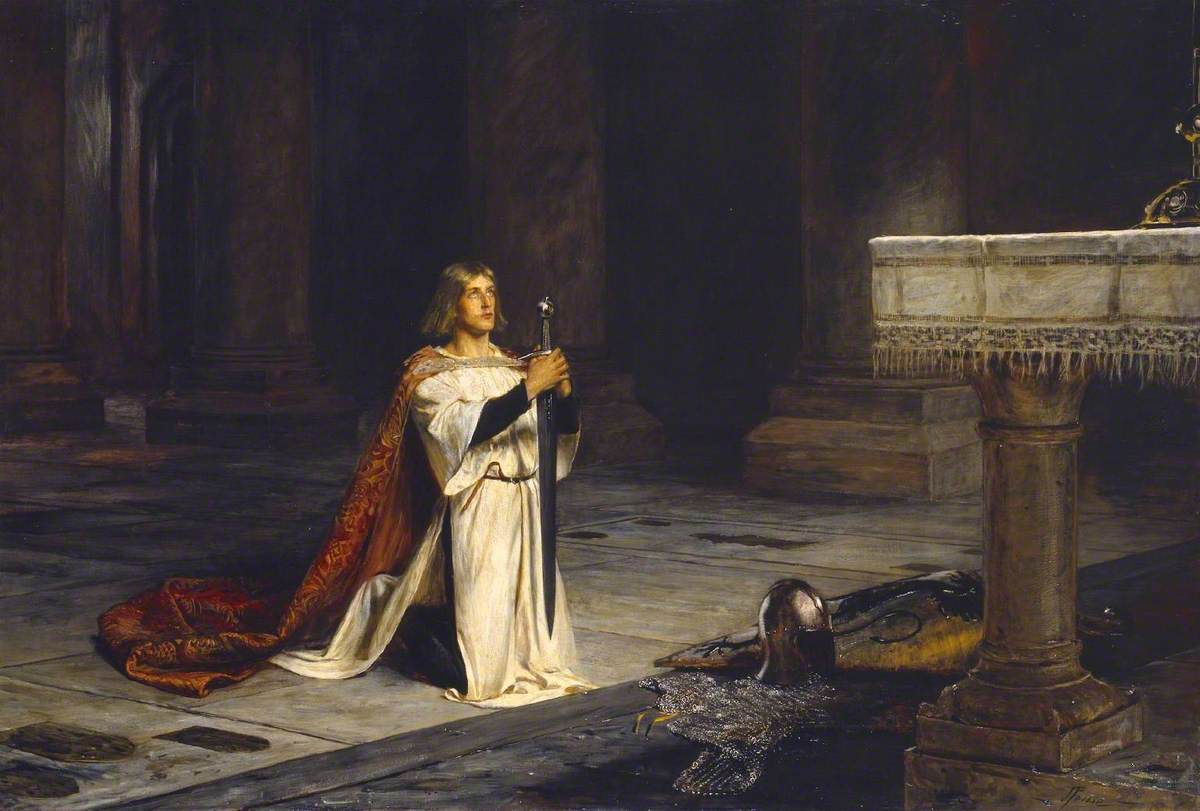
"A Knight's Vigil" (Veglia di un cavaliere) di John Pettie

Vigilia, dal latino vigilia col significato veglia (in greco antico: παννυχίς?, pannychis o ἀγρυπνία, traslitterato in agrypnia), è un periodo di insonnia volontario, una occasione devozionale, o una osservanza liturgica o tradizionale. La parola italiana vigilia è divenuta generalista con questi significati e consiste nell'attesa dell'evento che segue il giorno dopo (come alla vigilia della guerra).

## Veglie al momento della morte
Alla morte di una persona di religione ebraica, viene tenuto un orologio sopra al corpo e vengono recitati costantemente i Tehillim, fino al momento della sepoltura. 
Nel Cristianesimo, specialmente nella Chiesa ortodossa orientale e nelle tradizioni della Chiesa cattolica, spesso si tiene una veglia quando qualcuno è gravemente malato o vi è un lutto. Si recitano preghiere e spesso vengono fatte anche offerte votive. Le veglie durano dalla morte alla sepoltura, ritualmente pregando per una persona cara, la cui salma non è mai lasciata sola.

## Cavaliere medievale
Durante il Medioevo, uno scudiero, la notte prima della sua cerimonia di cavalierato era previsto fare un bagno di pulizia, un digiuno, fare la confessione, e quindi tenere una veglia notturna di preghiera nella cappella, preparandosi in questo modo per la vita da cavaliere. Per la cerimonia di cavaliere era vestito di bianco come simbolo di purezza; sopra era posto un abito rosso per mostrare la sua disponibilità ad essere ferito combattendo per la causa.